# Cristalina (kommunhuvudort)
Cristalina är en kommunhuvudort i Brasilien.   Den ligger i kommunen Cristalina och delstaten Goiás, i den sydöstra delen av landet, 110 km söder om huvudstaden Brasília. Cristalina ligger 1 210 meter över havet och antalet invånare är 36 531.
Terrängen runt Cristalina är huvudsakligen platt, men åt nordost är den kuperad. Cristalina ligger uppe på en höjd. Det finns inga andra samhällen i närheten.
Omgivningarna runt Cristalina är huvudsakligen savann. Runt Cristalina är det mycket glesbefolkat, med 7 invånare per kvadratkilometer.